# Aziatisch kwaststaartstekelvarken
Het Aziatisch kwaststaartstekelvarken (Atherurus macrourus) is een zoogdier uit de familie van de stekelvarkens van de Oude Wereld (Hystricidae). De wetenschappelijke naam van de soort werd in 1758 als Hystrix macroura gepubliceerd door Carl Linnaeus.

## Voorkomen
De soort komt voor in Bangladesh, China, Laos, Maleisië, Myanmar, Thailand en Vietnam.